# Marjan Šef
Marjan Šef, slovenski duhovnik, jezuit, zdravnik, teolog in profesor * 10. september 1932, Brežice, † 28. avgust 2015, Ljubljana.

## Življenjepis
Marjan Šef je bil rojen leta 1932 v Brežicah, njegov oče pa se je rodil v Radomerščaku blizu Ljutomera. Od petega leta je živel v Ljubljani. Po končani srednji šoli je študiral na Medicinski fakulteti v Ljubljani. 28. maja 1957 je diplomiral kot zdravnik pripravnik in začel služenje vojaškega roka. V Družbo Jezusovo je vstopil 11. septembra 1958 v Zagrebu, kjer je tudi študiral na Visoko filozofsko-teološki šoli. V duhovnika je bil posvečen 29. junija 1966. Jeseni 1968 je začel poučevati medicinsko antropologijo in pastoralno medicino na Teološki fakulteti v Ljubljani in Mariboru. Napisal je več povzetkov knjig o medicinski etiki.
Umrl je 28. avgusta 2015. Njegov pogreb je vodil mariborski nadškof Alojzij Cvikl.

## Delo in pomoč beguncem
Leta 1994 je na željo patra generala Petra Hansa Kolvenbacha odšel v Sarajevo pomagat sobratu Tomislavu Slokarju. Pet let je vodil Jezuitsko službo za begunce (JRS). Delo jezuitov v od vojne prizadetemu mestu je bilo zaznamovano z obnavljanjem okrog 2000 stanovanj in hiš. Odprli so kuhinjo s toplimi obroki za ubožnejše ter jim pomagali pri ogrevanju, obleki, zdravilih in drugih potrebnih rečeh. Poleg tega je predaval na škofijski srednji šoli za medicinske sestre in vodil duhovne vaje za redovnice, bogoslovce in duhovnike. Leta 2001 je začel spremljati udeležence duhovnih vaj v vsakdanjem življenju, ki trajajo 30 tednov. Od leta 2003 je enkrat mesečno vodil sveto mašo z molitvami za ozdravljenje notranjih ran. Zadnja leta je preživel v domu sester usmiljenk v Mengšu.

## Odlikovanja in nagrade
Leta 1994 je prejel častni znak svobode Republike Slovenije z naslednjo utemeljitvijo: »za človekoljubno dejavnost pri reševanju človeških stisk«..